# Sigrid Kopfermann
Sigrid Kopfermann (* 30. Juni 1923 in Berlin; † 25. Juni 2011 in Düsseldorf) war eine deutsche Malerin, Grafikerin und Kunsterzieherin.

## Leben und Wirken
Sigrid Kopfermann wurde als Tochter des Architekten Walter Kopfermann und dessen Frau Anna, der Tochter des Flugpioniers Otto Lilienthal, in Berlin geboren.
Von 1941 bis 1945 absolvierte sie ein Studium an der Staatlichen Hochschule für Kunsterziehung in Berlin. Ihre Lehrer waren Willy Jaeckel, Maler des deutschen Expressionismus, und Bernhard Dörries (1888–1944). 1945 heiratete Kopfermann den Maler Egon Neubauer und übersiedelte nach Langenholtensen bei Northeim. Eine erste Ausstellungsbeteiligung wurde ihr nach dem Zweiten Weltkrieg durch den Kunstverein Hannover ermöglicht, bei dem sie regelmäßig ab 1946 an dessen Herbstausstellungen teilnahm. 1948 erfolgte ein Umzug nach Hannover, wo sie zunächst als Kunsterzieherin tätig war. Es folgten erste Arbeiten Kunst am Bau und Gestaltung und Ausführung von Kirchenfenstern.
1950 wurde sie Mitglied der Neuen Gruppe München und des Vereins der Düsseldorfer Künstler. Es schlossen sich erste Reisen nach Italien und Frankreich an mit Beginn einer Freundschaft mit dem Maler der Neuen Sachlichkeit und des Magischen Realismus Heinrich Maria Davringhausen. 1956 wurde sie Mitglied im Deutschen Künstlerbund und beteiligte sich als Gast an den Ausstellungen der Künstlergruppe Junger Westen. Von 1956 bis 1958 hielt sie sich in Paris auf. Das Jahr 1957 war geprägt durch ihre Aufnahme in die Darmstädter Sezession und ihre erste größere Einzelausstellung im Kunstverein Hannover. Sie erhielt den Kunstpreis „Die neue Generation“ Hannover, den Förderpreis des Landes Niedersachsen und den Kunstpreis der Böttcherstraße in Bremen 1963. 1965 heiratete sie Otto Fuhrmann (1911–1994), Jurist und Kunstsammler. Die Mitgliedschaft im Westdeutschen Künstlerbund erfolgte 1968, 1977 wurde sie als Mitglied im Verein Düsseldorfer Künstler aufgenommen. Längere Malaufenthalte führten sie von 1975 bis 1985 in die in das Gebiet der Alpes-Maritimes, in die USA und Peru.
Ab 1986 wurde sie Funktionsträgerin als Vorstandsmitglied in der Internationalen Gemeinschaft Bildender Künstler und des Westdeutschen Künstlerbundes. Als Mitglied des Vereins der Düsseldorfer Künstler hatte Kopfermann 1991 und 1994 Studienaufenthalte in der Cité Internationale des Arts Paris. 1994 wurde sie Mitglied der Neuen Gruppe in München. Weitere Malaufenthalte fanden wieder in Südfrankreich in Beaucaire in den Jahren 1996 und 1997 statt, 1998 ein Arbeitsaufenthalt in Berlin. 2003 erfolgte die Gründung der Kopfermann-Fuhrmann-Stiftung in Düsseldorf zur Förderung von Kunst und Kultur. 

## Ausstellungen

### Einzelausstellungen (Auswahl)
- 1946: Galerie Hannig, Nordheim
- 1959: Kunstverein Hannover
- 1962: Galerie Brusberg, Hannover; Galerie Gunar, Düsseldorf; Kabinett Bekker vom Rath, Frankfurt; Galerie Wendtorf, Oldenburg
- 1963: Böttcherstraße, Bremen
- 1965: „Die Insel“, Hamburg; Galerie Netzel, Worpswede
- 1966: Galerie Günter Franke, München; Galerie Conzen, Düsseldorf; Galerie Wendtorf, Oldenburg
- 1968: Kabinett Dr. Grisebach, Heidelberg; Galerie Änne Abels, Köln
- 1969: Kunsthalle Wilhelmshaven; Galerie Wendtorf, Oldenburg
- 1970: Galerie Günter Franke, München
- 1972: Kabinett Dr. Grisebach, Heidelberg
- 1975: Galerie Querschnitt, Braunschweig
- 1976: Galerie Grisebach-Grevenich, Heidelberg
- 1977: Galerie Vömel, Düsseldorf
- 1978: Kunstkabinett, Hagen
- 1979: Kunstkreis, Hameln; Goethehouse, New York
- 1980: Galerie Epikur, Wuppertal; Galerie Kühl, Hannover
- 1982: Galerie der Stadt Kornwestheim, Stuttgart
- 1983: Galerie Kühl, Hannover; Orangerie in Hannover-Herrenhausen; Wilhelm-Morgner-Haus, Soest
- 1984: Galerie Vömel, Düsseldorf
- 1985: Frankfurter Kunstkabinett Bekker vom Rath, Frankfurt
- 1986: Galerie Voss, Dortmund
- 1987: Galerie Nalepa, Berlin; Galerie von Abercron, München
- 1988: Kunstverein Marburg
- 1989: Frankfurter Kunstkabinett Bekker vom Rath, Frankfurt; Galerie pro arte, Freiburg
- 1990: Städtische Galerie Schweinfurt
- 1991: Kunstpalast Düsseldorf; Künstlerhaus Nürnberg
- 1992: Städtische Galerie, Lüdenscheid; Galerie pro arte, Freiburg
- 1993: Galerie Swetec, Düsseldorf; Frankfurter Kunstkabinett; Galerie Napela, Berlin; Matthäuskirche, Berlin
- 1994: Galerie Roswitha Haftmann Modern Art, Zürich[3]
- 1996: Galerie Mronz, Köln; Galerie Jordan, Siegen; Galerie Roswitha Haftmann Modern Art, Zürich[4]
- 1997: Saarländisches Künstlerhaus, Saarbrücken; One Woman Show, Galerie Swetec, Art Frankfurt
- 1998: Galerie Mronz, Köln; Kunsthalle Anklam; Galerie Kühl, Hannover; Kubus Hannover
- 2013: Haus Villigst, Schwerte

### Ausstellungsbeteiligungen
- Seit 1946: regelmäßige Beteiligung an der Herbstausstellung Kunstverein Hannover
- 1948: Niedersächsische Sezession Kunstverein Hannover
- Seit 1950: regelmäßige Beteiligung an der Frühjahrsausstellung Kunstverein Hannover
- Seit 1954: regelmäßige Beteiligung an der Ausstellung des Deutschen Künstlerbundes im Kunstverein Hannover
- 1955: Farbige Grafik, Kestnergesellschaft, Hannover
- 1956: Junger Westen, Recklinghausen
- Seit 1957: regelmäßige Beteiligung an der Darmstädter Sezession
- 1959: Arte Alemàn, Galerie Buchholz, Bogotá, Kolumbien; Biennale des jeunes artistes, Musée d´art moderne, Paris; „die neue generation“, Kunstverein Hannover
- 1960: Arte Alemàn desde 1945, Museo de Arte Moderna, Rio de Janeiro
- 1961: Schwarz-weiß, Kestnergesellschaft, Hannover; Junger Westen, Recklinghausen
- 1962: Contemporary Art from Lower Saxony, City Art Gallery, Bristol, Vereinigtes Königreich
- Seit 1963: regelmäßige Beteiligung an der Großen Kunstausstellung, Haus der Kunst, München
- 1964: Kunsthaus, Hamburg; Galerie Querschnitt, Braunschweig
- 1965: Contemporary Women Painting and Sculpture, New York, Vereinigte Staaten; Chateau de la Sarraz, Prix internationale la peinture, Vaud. Schweiz; Exposition club international feminin, Musée d’art moderne, Paris
- Seit 1967: regelmäßige Beteiligung an der Großen Düsseldorfer Kunstausstellung
- 1968: Westdeutscher Künstlerbund
- 1969: Moderne Kunst im Privatbesitz, Kunstverein Hannover; Jubiläumsausstellung Galerie Änne Abels, Köln
- 1971: 20 Jahre Kabinett Dr. Grisebach, Heidelberg
- 1973: 25 Jahre Kunstkreis Hameln
- 1975: Künstler unserer Zeit, Galerie Günter Franke, München
- 1978: Hommage à Goya, Hamburg
- 1980: Realität und Kunst, GEDOK, Köln
- 1981: Dörries und seine Schüler, Kunstverein Hannover
- 1983: Malerinnen, Museum Abtei Liesborn
- 1987: Triennale der Zeichnung

## Werke

### Angewandte Malerei
- 1949: Mosaik in der Halle des Kurhauses Bad Pyrmont (existiert nicht mehr)
- 1950: Wandbild im Gerichtssaal des Oberverwaltungsgerichtes Lüneburg
- 1951: 2 Tafelbilder, Sitzungssaal des Kultusministeriums des Landes Niedersachsen, Hannover
- 1957: Mosaik, Außenwand, Goetheschule, Hannover
- 1961: Wandbild im Foyer der Aula der Schillerschule, Hannover
  - Wandbild, Bonatssaal, Stadthalle Hannover
- 1964: Mosaik, Pressehaus Hannover (existiert nicht mehr)
- 1965: Resopalwand in der Pausenhalle und 10 Klassentüren in Resopal in der Volksschule Hägewiesen, Hannover-Bothfeld
- 1966: Wandrelief in Beton, Glas, Farbe und Blattgold in der Eingangshalle des Justizministeriums des Landes Niedersachsen, Hannover
- 1968: Resopalfalttür als Trennwand zwischen Pausenhalle und Musiksaal in der Volksschule Altwarmbüchen bei Hannover
- 1969: 4 Resopalwände in Kantine und Cafeteria des BHW, Hameln
- 1972: 4 Resopalwände als Ummantelung der Fahrstuhltrakte in der Weser-Klinik der BfA, Bad Pyrmont
- 1973: 3 Resopalwände in der Kantine des Ausbildungszentrums, Rotenburg/Fulda
- 1974: Resopaltür, Polizeibereitschaftsdienst, Hilden
- 1975: 2 Resopalwände, Karlsruher Lebensversicherung, Karlsruhe
- 1976: 3 Resopalwände im Evangelischen Gemeindezentrum, Düsseldorf-Reisholz
- 1977: Keramikboden im Schwimmbad Kirchnerstrasse, Aschaffenburg
- 1978: 3 Wandgemälde auf Metall im BHW Hameln
- 1979: 2 Resopalwände in den Aufenthaltsräumen der Jugendstrafanstalt Tündern, Niedersachsen
- 1989: 2 Wandteppiche im Foyer des Theaters Nienburg

### Kirchenfenster
- 1961: 8 Fenster in der Evangelischen Kirche in Bergisch Gladbach
- 12 Fenster in der Erlöserkirche in Minden
- 1967: Fenster in der Trinitatiskapelle in Oberode bei Göttingen
- 1969: 12 Fester in der Paul-Gerhard-Kirche in Kassel; Tauffenster in der Sixtikirche in Northeim
- 1970: Betonglasfenster in der Hoffnungskirche in Düsseldorf-Garath; 13 Fenster in der Apostelkirche in Northeim
- 1979–1991: 8 Fenster in der St. Annakirche in Düsseldorf-Niederkassel

## Bilder in öffentlichen Einrichtungen
Ihre Werke sind in zahlreichen öffentlichen Einrichtungen und Sammlungen vertreten, darunter Ministerien, Behörden, Botschaften, Banken, Städtischen und Landesmuseen, wie dem Kunstmuseum Düsseldorf, der Sammlung zeitgenössischer Kunst der Bundesrepublik Deutschland, der Sammlung Sprengel und dem Sprengel Museum in Hannover.